# 古斯塔夫·戈斯勒
古斯塔夫·戈斯勒（德語：Gustav Goßler，1879年4月4日—1940年4月4日），德国男子赛艇运动员。他曾代表德国参加1900年夏季奥林匹克运动会赛艇比赛，获得男子四人单桨有舵手金牌。